# شيلا بيرد
شيلا بيرد (بالإنجليزية: Sheila Bird)‏ هي إحصائية بريطانية، ولدت في 18 مايو 1952 في إنفرنيس في المملكة المتحدة.